# Устриці
Устриці (Ostreida) — ряд двостулкових молюсків, що включає справжніх устриць та невелику родину Gryphaeidae.

## Класифікація
Згідно із таксономічною ревізією 2010 року до ряду Ostreoida належить одна надродина із двома родинами у складі:
- Надродина: Ostreoidea
  - Родина: Gryphaeidae
  - Родина: Ostreidae — Устрицеві